# تكاثف ألدولي
التكاثف الألدولي هو تفاعل تكاثف في الكيمياء العضوية يتفاعل فيه إينول (أو أيون الإينولات) مع مركب كربونيل ليشكل β-هيدروكسي ألدهيد أو β-هيدروكسي كيتون (تفاعل ألدول) يليه تفاعل بلمهة (نزع ماء) ليعطي إينون مترافق.
للتكاثف الألدولي أهمية في الاصطناع العضوي لأنه يؤمن وسيلة جيدة للحصول على رابطة كربون-كربون. تلاحظ آلية التفاعل وفق التكاثف الألدولي في عدد من التفاعلات العضوية، فعلى سبيل المثال يعد تفاعل تحلق روبنسون تكاثفاً ألدولياً.

## الآلية
التكاثف الألدولي بوجود حفاز قاعدي

التكاثف الألدولي بوجود حفاز حمضي

## اقرأ أيضاً
- تفاعل ألدول